# 三連圖
三連圖（英語：Triptych），是美國出生的愛爾蘭及法國純種競賽馬匹。生涯活躍於一哩及中距離賽事，曾取得包含愛爾蘭二千堅尼、英國冠軍錦標及根利錦標在內的九項一級賽。由於其在生涯途中多次出戰混合賽事挑戰雄馬，因而有「鐵娘子」的稱號。

## 出賽前
1982年4月19日出生於美國肯塔基州一個由Nelson Bunker Hunt及Edward Stephenson管理的牧場，成長途中被馬主Alan Clore購入。
其後交由愛爾蘭練馬師司馬嘉訓練。

## 競賽生涯

### 2歲
1984年8月18日出戰多維爾馬場馬拉特錦標，保持優秀的節奏控制下在直路迅速加速，最終成功取得首勝。
其後出戰三級賽愛曼大賽，雖然在比賽途中展現不俗的加速力，但仍然敗於Coup de Folie取得亞軍。
年末以馬素爾大賽作為目標，本次比賽繼續維持以往的實力，保持穩定節奏下迅速衝出，最終拉開後方4馬位優勢取得首個一級賽冠軍。

### 3歲
1985年年初轉投同於愛爾蘭設廄的練馬師歐伯恩旗下，同時在李奧柏一千堅尼預賽復出。比賽初段維持在遮擋位置推進，最終在末段爆發不俗的加速力取得勝利。
其後挑戰愛爾蘭一千堅尼，但在比賽途中未能處於有利位置，最終在直路上一直未能衝出以第七落敗。
2星期後隨即出戰愛爾蘭二千堅尼挑戰雄馬，在比賽途中一直維持在先頭位置，轉入直路後隨即在先頭位置逐步加速上前，最終成功透出下取得勝利，成為首匹勝出此賽事的雌馬。
未有停止腳步下選擇連鬥愛爾蘭一千堅尼，但礙於體力消耗下在最後直路的加速未及對手，最終以第五落敗。
1星期後繼續出戰葉森橡樹大賽，比賽初段維持在先頭第三的位置推進，在最後彎道進入直路後嘗試加速並率先透出，可惜在直路中後段被勢頭更猛烈的Oh So Sharp超越並拉開，以第二的戰績落敗。
稍為休養後在6月下旬出戰愛爾蘭打吡，保持在馬群之中下在直路嘗試突圍，但始終無法迫近前方的對手下取得第五。
放草過後在8月復出出戰金邊臣金盃，於漏閘之下保持在隊伍最後方位置推進，進入直路後逐步由外檔位置蠶食上前，但最終仍然敗於金馬快奔及Oh So Sharp取得第三。
其後挑戰鳳凰冠軍錦標以第九大敗，10月遠征加拿大出戰加拿大國際錦標亦無功而返，取得第三的戰績。

### 4歲
1986年再度轉換馬房，交由法國練馬師賓康訓練。
5月4日出戰首戰根利錦標，但在直路上一直被對手壓制下僅跑獲第四的戰績。
1個月後前往英國挑戰加冕盃，維持在外疊位置推進下在轉彎進入直路後隨即加速透出，但未能維持走勢下最最後一步被外側衝刺的Saint Estephe超越取得第二。
6月28日返回法國以三級賽盃賽作為調整，比賽途迅速進佔有利位置逐步推進，最終在直路上壓制對手以短頭位差距勝出。
1星期後出戰日蝕大賽，在約莫第三、四的位置展開推進下於最後彎道處經已展開攻勢，在直路上逐步加速下成功超越，但在直路末段稍為力弱下未能阻止勇舞的攻勢，最終被對手拋離下以第二落敗。
7月下旬出戰英皇佐治六世及皇后伊利沙伯二世鑽石錦標，繼續維持穩定的走勢在中前方位置推進，但在直路上衝勢不足下被勇舞及Shardari拉開取得第三。
其後以英國國際錦標作為目標，比賽初段面對前方對手的領放，其在內欄位置展開推進保持遮擋。進入直路後，其嘗試加速透出迫近前方對手，但始終未能縮窄和Shardari之間的距離下取得第二。
9月7日出戰鳳凰冠軍錦標，比賽途中一直以不俗的姿態維持在先頭位置，可惜在直路末段時被內欄的Double Bed壓制，同時未能追上一早透出的公園快線，最終以第三完賽。
1個月後回到法國休整並出戰凱旋門大賽，本次比賽在內閘起步下一直維持在內欄位置推進，直到進入直路後逐步透出，但最終未能抵擋外檔勇舞及Bering的追擊下再度取得季軍。
其後以英國冠軍錦標作為目標，稍為以緩慢速度推進下保持在約莫第五附近推進，進入直路後隨即在外檔位置之外追擊並順利透出。進入直路末段，其繼續維持不俗的走勢力拒後方賽駒的追擊，最終成功阻止Celestial Storm的衝刺取得冠軍。
然而其後遠征美國及日本未能保持水準，在育馬者盃經典大賽中跑獲第六，11月下旬的日本盃更以第十一大敗。

### 5歲
1987年再度以根利錦標作為首戰，本次比賽繼續採用慣常的前置戰術，在直路初段經已開始加速下逐步拋離後方對手，最終以3馬位優勢取得勝利。
其後仍然和上年度一樣出戰加冕盃，在少出馬的情況下保持在第二的位置順利推進，於通過彎道進入直路後開始加速蠶食對手，最終穩步加速下成功超越領放馬取得連勝。
7月上旬繼續出戰日蝕大賽，雖然比賽途中一直保持穩定的節奏推進，但進入直路後仍然困在內欄位置下未能順利迫近前方，最終敗於Mtoto及參考點下取得第三。
其後出戰英皇佐治六世及皇后伊利沙伯鑽石錦標，比賽初段在中團靠前的位置展開推進，沿途一直處於遮擋狀態減少體力消耗。進入直路後，其以強力姿態從馬群中突圍而出，但未能追上前方的參考點下再被Celestial Storm壓制，連續第二年取得季軍的戰績。
8月8日出戰英國國際錦標，一直維持在先頭部隊之中下在直路抽出外檔逐步望空，在中段進入全速狀態下成功和對手平頭，最終繼續拉開後方下以2馬位優勢取得勝利。
1個月後前往愛爾蘭挑戰鳳凰冠軍錦標，比賽初段處於尾二的位置，途中一直緊守內欄以求減省腳程。進入直路後，其仍然在內欄位置展開衝刺，於前方馬群散開後逐步突圍，最終成功壓贏Entitled取得冠軍。
10月再度挑戰凱旋門大賽，本次比賽繼續採用先頭戰術下在內欄位置逐步推進，然而在直路上的反應較為平凡下未能全力衝刺，最終敗於中檔位置殺上的彈跳人及東來兵取得季軍。
2星期後以英國冠軍錦標作為目標，本次比賽仍然之自身熟習的先行戰術推進，進入直路後隨即展現強勁的變速力，不斷衝刺下超越前方賽駒並以2馬位拉開Most Welcome，達成連霸及取得第八個一級賽冠軍。
其後遠征日本出戰賽事，在11月15日以富士錦標作為熱身。比賽開始後，其選擇在中團附近的位置推進，但於第三彎道處開始墮後並抽出外檔。進入直路後，其再度從所在位置重新加速上前，最終成功超越前方的Our Waverley Star及Symboli Karl取得勝利。
2個星期後出戰最大目標日本盃，保持在中團位置等待時機下嘗試在直路突破上前，但未能順利進入全速下僅以第四完賽。

### 6歲
1988年繼續採用根利錦標接戰加冕盃的路線展開，然而在根利錦標其無法順利在直路維持足夠的走勢，最終被Saint Andrews及Grand Fleuve拉開下以第三落敗。
6月2日繼續出戰加冕盃同時所有權被Peter Brant購入，於比賽途中一直維持在馬群最後方位置，直至直路才徐徐衝出上前蠶食對手，最終成功以3/4馬位優勢擊敗對手奪冠。
7月出戰日蝕錦標，雖然以不俗的姿態保持在外疊位置，但在直路上的衝刺力不給Mtoto及Shady Heights下取得第三，其後遠征加拿大的雅靈頓百萬金大賽更以第十大敗。
返回歐洲後以鳳凰冠軍錦標展開秋季賽事，然而再度未能在直路上順利突圍下敗於Indian Skimmer及Shady Heights取得第三。
9月18日出戰奧蘭治太子錦標作為熱身，以主動的姿態維持在先頭部隊之中下順利超越對手取勝，但在正賽凱旋門大賽中大幅失準以第十三大敗。
其後陣營再度安排其遠征美國出戰育馬者盃草地大賽並以此作為退役戰，然而未能展開全力的走勢下被前方纏鬥的Great Communicator、Sunshine Forever及Indian Skimmer拉開落敗。
賽後陣營按照計劃安排其退役，並取消登記賽駒註冊。

### 詳細賽績
| 日期       | 舉辦國家 | 馬場     | 距離   | 級別 | 賽事名稱                           | 負重 | 騎師          | 馬號     | 出馬 | 名次 | 時間     | 頭馬（二馬）          |
| ---------- | -------- | -------- | ------ | ---- | ---------------------------------- | ---- | ------------- | -------- | ---- | ---- | -------- | --------------------- |
| 18/8/1984  | 法國     | 多維爾   | 草1600 |      | 馬拉特錦標                         | 56   | Alain Lequeux | 記錄缺失 | 8    | 1    | 1:45.3   | （Silvermine）        |
| 12/9/1984  | 法國     | 隆尚     | 草1600 | GIII | 愛曼大賽                           | 55   | Alain Lequeux | 記錄缺失 | 7    | 2    | 記錄缺失 | Coup de Folie         |
| 7/10/1984  | 法國     | 隆尚     | 草1600 | GI   | 馬素爾大賽                         | 55   | Alain Lequeux | 記錄缺失 | 9    | 1    | 1:46.7   | （Silvermine）        |
| 20/4/1985  | 愛爾蘭   | 李奧柏   | 草1400 | GIII | 李奧柏一千堅尼預賽                 | 56   | 盧智          | 記錄缺失 | 9    | 1    | 1:28.3   | （Burning Iscue）     |
| 2/5/1985   | 英國     | 新市場   | 草1600 | GI   | 一千堅尼錦標                       | 57   | 盧智          | 記錄缺失 | 17   | 7    | 記錄缺失 | Oh So Sharp           |
| 18/5/1985  | 愛爾蘭   | 卻拉     | 草1600 | GI   | 愛爾蘭二千堅尼                     | 56   | 盧智          | 18       | 16   | 1    | 1.42.1   | （Celestial Bounty）  |
| 25/5/1985  | 愛爾蘭   | 卻拉     | 草1600 | GI   | 愛爾蘭一千堅尼                     | 56   | 盧智          | 記錄缺失 | 15   | 5    | 記錄缺失 | Al Bahathri           |
| 8/6/1985   | 英國     | 葉森     | 草2400 | GI   | 葉森橡樹大賽                       | 57   | 盧智          | 記錄缺失 | 12   | 2    | 記錄缺失 | Oh So Sharp           |
| 29/6/1985  | 愛爾蘭   | 卻拉     | 草2400 | GI   | 愛爾蘭打吡                         | 56   | 盧智          | 14       | 13   | 5    | 記錄缺失 | Law Society           |
| 2/8/1985   | 英國     | 約克     | 草2080 | GI   | 金邊臣金盃                         | 54   | 盧智          | 6        | 6    | 3    | 記錄缺失 | 金馬快奔              |
| 8/9/1985   | 愛爾蘭   | 鳳凰園   | 草2000 | GI   | 鳳凰冠軍錦標                       | 54.5 | 盧智          | 記錄缺失 | 11   | 9    | 記錄缺失 | 金馬快奔              |
| 2/10/1985  | 加拿大   | 活拜     | 草2600 | GI   | 加拿大國際錦標                     | 52   | 舒密加        | 10       | 11   | 3    | 記錄缺失 | Nassipour             |
| 4/5/19886  | 法國     | 隆尚     | 草2100 | GI   | 根利錦標                           | 56   | 巫斯義        | 記錄缺失 | 10   | 4    | 記錄缺失 | Baillamont            |
| 5/6/1986   | 英國     | 葉森     | 草2400 | GI   | 加冕盃                             | 56   | 李格力        | 12       | 10   | 2    | 記錄缺失 | Saint Estephe         |
| 28/6/1986  | 法國     | 隆尚     | 草2400 | GIII | 盃賽                               | 54   | 冼馬田        | 記錄缺失 | 6    | 1    | 2.38.4   | Antheus               |
| 5/7/1986   | 英國     | 沙丘園   | 草2000 | GI   | 日蝕大賽                           | 59   | 李格力        | 7        | 8    | 2    | 記錄缺失 | 勇舞                  |
| 26/7/1986  | 英國     | 雅士谷   | 草2400 | GI   | 英皇佐治六世及皇后伊利沙伯鑽石錦標 | 59   | 冼馬田        | 記錄缺失 | 9    | 3    | 記錄缺失 | 勇舞                  |
| 19/8/1986  | 英國     | 約克     | 草2100 | GI   | 英國國際錦標                       | 59   | 列特          | 9        | 12   | 2    | 記錄缺失 | Shardari              |
| 7/9/1986   | 愛爾蘭   | 鳳凰園   | 草2000 | GI   | 鳳凰冠軍錦標                       | 58.5 | 郭迪羅        | 記錄缺失 | 13   | 3    | 記錄缺失 | 公園快線              |
| 5/10/1986  | 法國     | 隆尚     | 草2400 | GI   | 凱旋門大賽                         | 57.5 | 郭迪羅        | 9        | 15   | 3    | 記錄缺失 | 勇舞                  |
| 18/10/1986 | 英國     | 新市場   | 草2000 | GI   | 英國冠軍錦標                       | 57   | 告東尼        | 5        | 11   | 1    | 2.09.49  | （Celestial Storm）   |
| 1/11/1986  | 美國     | 聖雅尼塔 | 泥2000 | GI   | 育馬者盃經典大賽                   | 56   | 告東尼        | 7        | 11   | 6    | 記錄缺失 | Skywalker             |
| 23/11/1986 | 日本     | 東京     | 草2400 | GI   | 日本盃                             | 55   | 告東尼        | 8        | 14   | 11   | 2.26.1   | 木星島                |
| 2/5/1987   | 法國     | 隆尚     | 草2100 | GI   | 根利錦標                           | 56   | 告東尼        | 記錄缺失 | 10   | 1    | 2.15.1   | （Tokfa Yahmed）      |
| 4/6/1987   | 英國     | 葉森     | 草2400 | GI   | 加冕盃                             | 56   | 告東尼        | 6        | 5    | 1    | 2.35.97  | （Rakaposhi King）    |
| 4/7/1987   | 英國     | 沙丘園   | 草2000 | GI   | 日蝕大賽                           | 59   | 告東尼        | 5        | 8    | 3    | 記錄缺失 | Mtoto                 |
| 25/7/1987  | 英國     | 雅士谷   | 草2400 | GI   | 英皇佐治六世及皇后伊利沙伯鑽石錦標 | 59   | 告東尼        | 6        | 9    | 3    | 記錄缺失 | 參考點                |
| 8/8/1987   | 英國     | 約克     | 草2100 | GI   | 英國國際錦標                       | 58.5 | 高梵          | 4        | 10   | 1    | 2.15.53  | （Ascot Knight）      |
| 6/9/1987   | 愛爾蘭   | 鳳凰園   | 草2000 | GI   | 鳳凰冠軍錦標                       | 58.5 | 告東尼        | 3        | 12   | 1    | 2.06.7   | （Entitled）          |
| 4/10/1987  | 法國     | 隆尚     | 草2400 | GI   | 凱旋門大賽                         | 57.5 | 告東尼        | 5        | 11   | 3    | 記錄缺失 | 彈跳人                |
| 17/10/1987 | 英國     | 新市場   | 草2000 | GI   | 英國冠軍錦標                       | 57   | 告東尼        | 4        | 11   | 1    | 2.10.98  | （Most Welcome）      |
| 15/11/1987 | 日本     | 東京     | 草1800 | OP   | 富士錦標                           | 55   | 告東尼        | 7        | 9    | 1    | 1.46.9   | （Our Waverley Star） |
| 29/11/1987 | 日本     | 東京     | 草2400 | GI   | 日本盃                             | 55   | 告東尼        | 6        | 14   | 4    | 2.25.4   | 光榮                  |
| 30/4/1988  | 法國     | 隆尚     | 草2100 | GI   | 根利錦標                           | 56.5 | 高梵          | 記錄缺失 | 5    | 3    | 記錄缺失 | Saint Andrews         |
| 2/6/1988   | 英國     | 葉森     | 草2400 | GI   | 加冕盃                             | 56   | 高梵          | 9        | 4    | 1    | 2.34.84  | （聲名顯赫）          |
| 2/7/1988   | 英國     | 沙丘園   | 草2000 | GI   | 日蝕大賽                           | 59   | 告東尼        | 5        | 8    | 3    | 記錄缺失 | Mtoto                 |
| 2/8/1988   | 加拿大   | 活拜     | 草2000 | GI   | 雅靈頓百萬金大賽                   | 55   | 史提芬        | 記錄缺失 | 14   | 10   | 記錄缺失 | Mill Native           |
| 4/9/1988   | 愛爾蘭   | 鳳凰園   | 草2000 | GI   | 鳳凰冠軍錦標                       | 58.5 | 鮑華富        | 4        | 9    | 3    | 記錄缺失 | Indian Skimmer        |
| 18/9/1988  | 法國     | 隆尚     | 草2000 | GIII | 奧蘭治太子錦標                     | 58   | 赫德          | 記錄缺失 | 10   | 1    | 2.04.9   | Masmouda              |
| 2/10/1988  | 法國     | 隆尚     | 草2400 | GI   | 凱旋門大賽                         | 57.5 | Alain Lequeux | 記錄缺失 | 24   | 13   | 記錄缺失 | 東來兵                |
| 5/11/1988  | 美國     | 邱吉爾園 | 草2400 | GI   | 育馬者盃草地大賽                   | 56   | 潘恩奇        | 8        | 10   | 4    | 記錄缺失 | Great Communicator    |

## 退役後
退役後，三連圖成為了繁殖雌馬，於美國肯塔基州一個牧場休養，在1989年進行配種。
然而在同年5月24日，其在放草期間受到貨車燈光驚嚇因而發生衝突意外，最終因顱骨骨折及出血過多死亡，享年7歲。

### 詳細繁殖資料
| 數目 | 馬名         | 出生年 | 性別 | 父系   | 練馬師 | 馬主 | 戰績 |
| ---- | ------------ | ------ | ---- | ------ | ------ | ---- | ---- |
|      | （母體死亡） |        |      | 淘金者 |        |      |      |

## 血統簡介
父系河人為美國生產的法國賽駒，生涯戰績優秀，曾勝出法國二千堅尼及伊斯巴翰錦標。祖父Never Bend京美國賽駒，生涯戰績優秀，曾勝出香檳錦標及先驅錦標等賽事。
母系Trillion為美國出生的法國賽駒，生涯戰績優秀，曾在一級賽根利錦標取得冠軍，另外亦在法國橡樹大賽、凱旋門大賽及聖格盧大賽等賽事跑獲亞軍。外祖父Hail to Reason為美國賽駒，曾勝出美國希望錦標，退役後配種成績亦非常優秀，為Halo-週日寧靜系及雷弼圖系的共同始祖。

### 血統表
| 父線：Never Bend系（Nasrullah系） |                                 |               |               |
| 種馬 河人 1969年（棗色）          | Never Bend 1960年（棗色）       | Nasrullah     | Nearco        |
| 種馬 河人 1969年（棗色）          | Never Bend 1960年（棗色）       | Nasrullah     | Mumtaz Begum  |
| 種馬 河人 1969年（棗色）          | Never Bend 1960年（棗色）       | Lalun         | Djeddah       |
| 種馬 河人 1969年（棗色）          | Never Bend 1960年（棗色）       | Lalun         | Be Faithful   |
| 種馬 河人 1969年（棗色）          | River Lady 1963年（棗色）       | Prince John   | Princequillo  |
| 種馬 河人 1969年（棗色）          | River Lady 1963年（棗色）       | Prince John   | Not Afraid    |
| 種馬 河人 1969年（棗色）          | River Lady 1963年（棗色）       | Nile Lily     | Roman         |
| 種馬 河人 1969年（棗色）          | River Lady 1963年（棗色）       | Nile Lily     | Azalea        |
| 繁殖雌馬 Trillion 1974年（棗色）  | Hail to Reason 1958年（深棗色） | Turn-to       | Royal Charger |
| 繁殖雌馬 Trillion 1974年（棗色）  | Hail to Reason 1958年（深棗色） | Turn-to       | Source Sucree |
| 繁殖雌馬 Trillion 1974年（棗色）  | Hail to Reason 1958年（深棗色） | Nothirdchance | Blue Swords   |
| 繁殖雌馬 Trillion 1974年（棗色）  | Hail to Reason 1958年（深棗色） | Nothirdchance | Galla Colors  |
| 繁殖雌馬 Trillion 1974年（棗色）  | Margarethen 1962年（棗色）      | Tulyar        | Tehran        |
| 繁殖雌馬 Trillion 1974年（棗色）  | Margarethen 1962年（棗色）      | Tulyar        | Neocracy      |
| 繁殖雌馬 Trillion 1974年（棗色）  | Margarethen 1962年（棗色）      | Russ-Marie    | Nasrullah     |
| 繁殖雌馬 Trillion 1974年（棗色）  | Margarethen 1962年（棗色）      | Russ-Marie    | Marguery      |
| 雌系：Margarthen系（號族：4-n）   |                                 |               |               |
| 五代內近親交配：Nasrullah 3×4     |                                 |               |               |

## 命名由來
名字Triptych，為其中一種畫作「三聯畫」，香港則取其意，翻譯為「三連圖」。

## 外部連結
- 三連圖 netkeiba.com
- 三連圖 racingpost.com
- 血統表